# Joseph Maria Ritz
Joseph Maria Ritz (* 2. Januar 1892 in Drosendorf; † 25. Juni 1960 in Hohenaschau) war ein deutscher Kunsthistoriker.

## Leben
Joseph Maria Ritz besuchte das Alte Gymnasium Bamberg. Anschließend studierte er Kunstgeschichte an der Universität Freiburg (Schweiz) und an der Ludwig-Maximilians-Universität München. 1917 promovierte er mit der Arbeit Fränkisch-bayerisches Rokoko – Ein Beitrag zur Erkenntnis seiner Formgesetze an der Albert-Ludwigs-Universität Freiburg.
Nach dem Militärdienst war er bis 1920 Museumsassessor in Würzburg. Ab 1920 war er zunächst Wissenschaftlicher Mitarbeiter, dann Abteilungsleiter, Hauptkonservator und hierauf Abteilungsdirektor beim Bayerischen Landesamt für Denkmalpflege. Von 1950 bis 1957 war er dessen Direktor.
Joseph Maria Ritz war Gründer der Bayerischen Landesstelle für Volkskunde, ab 1924 Mitherausgeber der Bamberger Blätter für Fränkische Kunst und Geschichte  und Herausgeber der Zeitschrift Der bayerische Heimatschutz sowie des Volkskunde-Jahrbuchs. Er veröffentlichte zahlreiche Schriften zur Kunstgeschichte und zum Denkmalschutz in den bayerischen Regionen, darunter 1931 eine Fränkische Kunstgeschichte.

## Ehrungen
- 1957: Großes Verdienstkreuz der Bundesrepublik Deutschland
- 1959: Bayerischer Verdienstorden